# Trofeo Elola
Die Trofeo Elola war eine Radsportveranstaltung in Spanien und fand von 1966 bis 1980 statt. Es war ein Eintagesrennen für Berufsfahrer.

## Geschichte
Das Rennen führte auf einem Rundkurs um die spanische Hauptstadt Madrid. Das Rennen hatte 15 Austragungen und nur spanische Sieger.

## Palmarès
- 1966  Ramón Mendiburu
- 1967  Ramón Sáez Marzo
- 1968  José Antonio Momeñe
- 1969  Jesús Manzaneque
- 1970  Txomin Perurena
- 1971  Vicente López Carril
- 1972  José Manuel López Rodríguez
- 1973  Txomin Perurena
- 1974  Jesús Manzaneque
- 1975  Manuel Antonio García
- 1976  Txomin Perurena
- 1977  Jesús Suárez Cueva
- 1978  José Luis Viejo
- 1979  Francisco Javier Cedena
- 1980  Jordi Fortià